# Heliophanus insperatus
Heliophanus insperatus là một loài nhện trong họ Salticidae.
Loài này thuộc chi Heliophanus. Heliophanus insperatus được Wanda Wesołowska miêu tả năm 1986.